# Açelya Topaloğlu
Açelya Topaloğlu (Smirne, 19 novembre 1986) è un'attrice turca.

## Biografia
Nata a Smirne da Ömer e Gülümser Topaloğlu, si è appassionata alla danza sin da giovane età. Ha studiato quindi al Dipartimento di danza moderna dell'Accademia Tan Sağtürk, per poi focalizzarsi nell'attività teatrale.
Ha esordito come attrice nel 2008 recitando nella serie televisiva Aşk Yakar, a cui seguiranno altri progetti sul piccolo schermo quali Arka Sokaklar e Gece Sularında İstanbul, rivelanti il suo talento. Ha debuttato al cinema agli inizi del 2011 nel film Beni Seviyorum di Derin Kıvaner. Nel 2013 è invece stata scritturata dal regista Gökhan Horzum per far parte del cast di Arkadaşlar Arasında.
Nel 2014, dopo aver preso parte alla commedia romantica Eve Düşen Yıldırım, ha ottenuto il suo primo ruolo importante, quello di Almilla nella serie di successo Kaçak Gelinler, accanto a Deniz Baysal e Selin Şekerci. Dopo questo lavoro è arrivato per l'attrice un altro ruolo da protagonista nella serie İnadına Aşk, a fianco di Can Yaman, dove ha vestito i panni della giovane Defne e grazie al quale ha rafforzato ulteriormente la propria notorietà. Nel 2017 è stata Derin Berker nella serie Meryem, con Furkan Andıç, Ayça Ayşin Turan e Cemal Toktaş, mentre l'anno seguente haaffiancato Mehmet Ozan Dolunay, Elif Doğan e Devrim Yakut nella commedia romantica Darısı Başımıza.
A oltre cinque anni di distanza dall'ultimo film, nel 2018 è tornata sul grande schermo con Öldür Beni Sevgilim, pellicola diretta da Senol Sönmez e con protagonisti Seda Bakan e Murat Boz.

## Filmografia

### Cinema
- Beni Seviyorum, regia di Derin Kıvaner (2011)
- Arkadaşlar Arasında, regia di Gökhan Horzum (2013)
- Öldür Beni Sevgilim, regia di Senol Sönmez (2018)

### Televisione
- Aşk Yakar – serie TV (2008)	Belda
- Arka Sokaklar – serie TV (2010)
- Gece Sularında İstanbul – serie TV (2011)
- Eve Düşen Yıldırım – serie TV (2012)
- Kaçak Gelinler – serie TV (2014-2015)
- İnadına Aşk – serie TV (2015-2016)
- Meryem – serie TV (2017)
- Darısı Başımıza – serie TV (2018)
- Sihirli Annem serie TV (2020)